# Lorch (Kelet-Albi járás)
Lorch, város Németországban, Baden-Württemberg tartományban.

## Fekvése
Alfdorf déli szomszédjában fekvő település.

## Története
Lorch már a Római Birodalom alatt lakott hely volt.
A Lorch alatti erőd már Antoninus Pius császár (138-161) uralkodása alatt állt, a limes biztosítására. Ez volt a Felső-germán Limes legdélebbi vára, mellette egy polgári településsel a stratégiailag fontos út mellett.
Lorch bencés kolostorát 1100-ban alapították. A Reformáció után a kolostorban evangélikus iskolát rendeztek be.
A román stílusban épült kolostori templom 1140-től Lorch egykori urainak a Staufer hercegi családnak a temetőkápolnája. A 15. században késő gótikus kórussal bővült. Díszeit az 1525-ös parasztfelkeléskor elveszítette, ma is csak szerkezete hatásos. Szép, 1500-ból származó oltárkeresztje van. A kolostor épületéből fennmaradt a kerengő hálóboltozatos északi része (15. század) és a prelatura (16. század), egy dézsmacsűr és a körülvevő fal nagy része.

## Nevezetességek
- Kolostor
- Piactér (Marktplatz)
- Evangélikus temploma (Stadtkirche) - Jörk Aberlin tervei szerint épült a 15. század végén. Figyelmet érdemlő késő gótikus keleti kórusa, melyet az 1634 évi tűzvész megkímélt.

## Itt születtek, itt éltek
- Gottlieb Daimler szülőháza itt található a városban.
- Friedrich Schiller itt élt 1764-1766 között
- Eduard Mörikebitt élt a városban 1867-1869 között